# Bakerloo (album)
Bakerloo è il primo ed unico album della band omonima, pubblicato nel 1969 per la Harvest Records, con la produzione di Gus Dudgeon. Nel 2000 il disco è stato rimasterizzato dalla Repertoire Records con l'aggiunta di due pezzi.

## Tracce
1. Big Bear Ffolly (Clempson, Poole) - 3:55
2. Bring It on Home (Dixon) - 4:16
3. Driving Bachwards (Bach) - 2:06
4. Last Blues (Clempson, Poole) - 7:04
5. Gang Bang (Baker, Clempson, Poole) - 6:15
6. This Worried Feeling (Clempson, Poole) - 7:03
7. Son of Moonshine (Clempson, Poole) - 14:52

## Tracce (riedizione)
1. Big Bear Ffolly (Clempson, Poole) - 3:55
2. Bring It on Home (Dixon) - 4:16
3. Driving Bachwards (Bach) - 2:06
4. Last Blues (Clempson, Poole) - 7:04
5. Gang Bang (Baker, Clempson, Poole) - 6:15
6. This Worried Feeling (Clempson, Poole) - 7:03
7. Son of Moonshine (Clempson, Poole) - 14:52
8. Once Upon a Time (bonus track) (Clempson, Poole) - 3:37
9. This Worried Feeling (alternate take, bonus track) (Clempson, Poole) - 5:45